# Steinbruch Steineckl

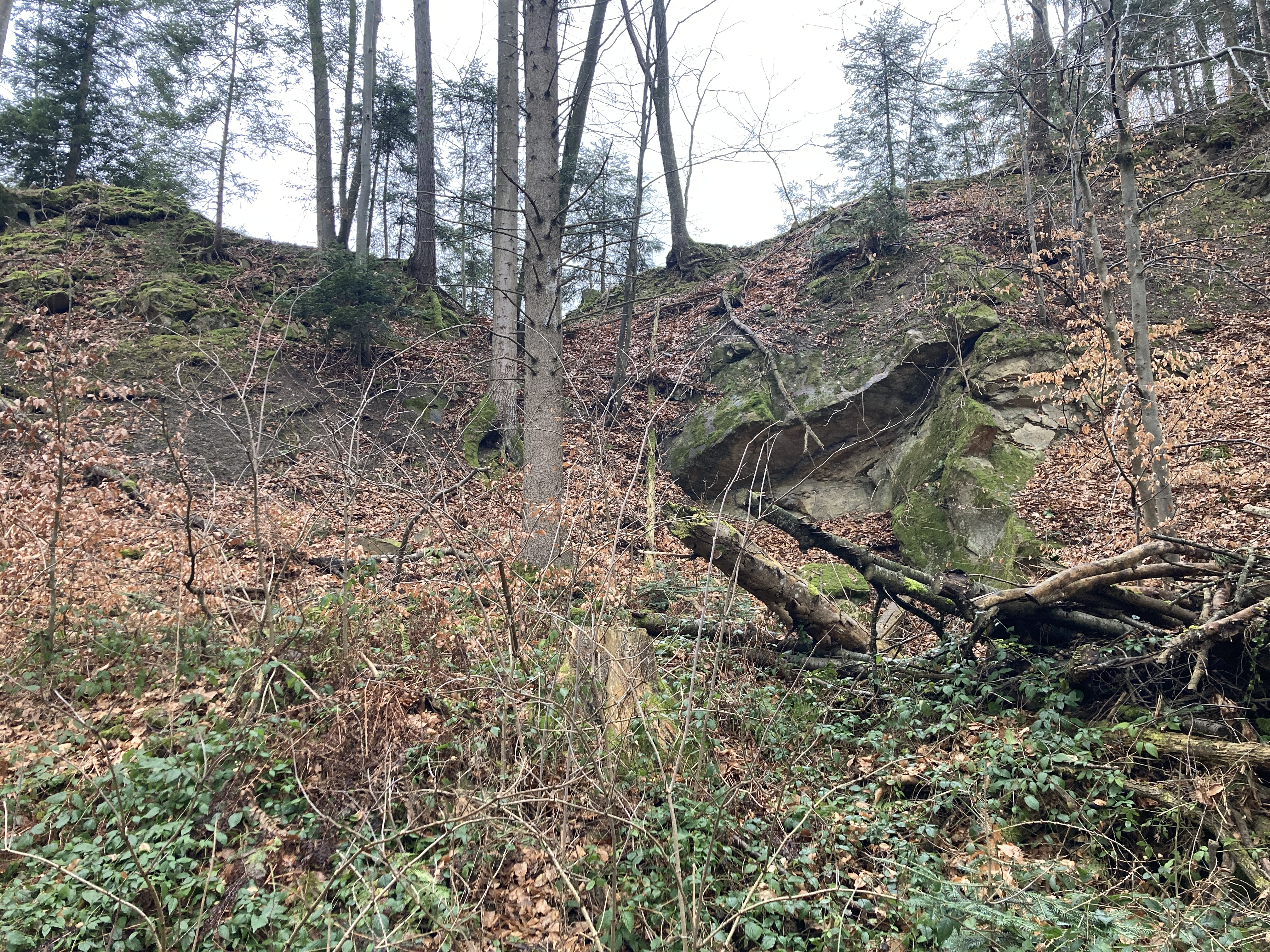
Steinbruch Steineckl im Jahr 2024

Der Steinbruch Steineckl (auch Negri-Steinbruch) ist ein aufgelassener Steinbruch in Maiß bei Altlengbach in Niederösterreich.
Der aufgelassene Steinbruch, dessen feinkörniger und wetterharter Flyschsandstein beim Bau des Neuen Linzer Doms verwendet wurde, wurde von dem aus Italien stammenden Cesare Negri verwaltet. Die in den Jahren 1862 bis 1924 gebrochenen und grob behauenen Steine wurden anfangs mit Pferdefuhrwerken nach Neulengbach gebracht und auf der Westbahn mit jährlich 250 Waggons nach Linz transportiert, wo sie von Steinmetzen weiterverarbeitet wurden. Im Steinbruch arbeiteten bis zu 100 Personen, vorwiegend Italiener.
Der Stein des 1921 in Maria Anzbach errichteten Kriegerdenkmals stammt aus diesem Steinbruch.
Heute beherbergt das Areal des Steinbruches einen Teich mit seltenen Schachtelhalmen. Das Areal wurde nach und nach besiedelt und Steineckl ist heute ebenso eine Rotte der Gemeinde Altlengbach.